# نيزدين (محطة مترو أنفاق لندن)
نيزدين (بالإنجليزية: Neasden)‏ هي إحدى محطات مترو أنفاق لندن. تقع على خط جوبيلي أفتتحت في المنطقة (Zone) رقم 3 أفتتحت في 2 أغسطس 1880.